# Médaille du jubilé du 100e anniversaire de l'université d'État de Bakou (1919–2019)
La médaille du jubilé du 100e anniversaire de l'université d'État de Bakou (en azéri : Bakı Dövlət Universitetinin 100 illiyi (1919–2019) yubiley medalı) est une récompense d'État de l'Azerbaïdjan dédié au 100e anniversaire de la création de l'université d'État de Bakou.

## Histoire
Le prix a été créé le 22 octobre 2019.

## Description
La médaille du jubilé est décernée aux employés de l'université d'État de Bakou, anciens étudiants, vétérans qui ont obtenu des réalisations exceptionnelles dans les domaines de la science et de l'éducation, ont apporté une contribution significative au développement des domaines de la science et de l'éducation.
Le 25 novembre 2019, le ministre de l'Éducation d'Azerbaïdjan, Djeyhoun Baïramov, a récompensé 113 enseignants de l'université d'État de Bakou.